# 華煇
華煇（1860年—？），字再雲，江西省撫州府崇仁縣（今江西省崇仁縣）人，清朝政治人物、進士出身。
光緒八年，鄉試中舉；光緒九年，登進士，同年五月，改翰林院庶吉士。光緒十二年四月，散館，授翰林院編修。光緒十五年，任湖北鄉試副考官。光緒二十年，任會試同考官、國史館協修官。光緒二十二年，改河南道監察御史。次年，任順天鄉試同考官。光緒二十七年，任江南道監察御史。次年任甘肅慶陽府知府。后改河南衛輝府知府。